# Badminton nos Jogos Olímpicos de Verão de 2012 - Qualificação
O período de qualificação olímpica para o badminton será entre 2 de maio de 2011 e 29 de abril de 2012, e o ranking da Federação Mundial de Badminton (BWF), publicado em 3 de maio de 2012, será utilizado para alocar as vagas. Cada Comitê Olímpico Nacional (CON) poderia entrar com no máximo três jogadores. Três vagas para três jogadores classificados acima da quarta posição, duas para dois jogadores classificados acima da 16ª posição e uma vaga para os classificados até a 38ª posição.

## Classificação
O principal critério de classificação foi o ranking da BWF de 3 de maio de 2012. Constaram um total de 16 pares em cada evento de duplas e 28 atletas em competições individuais, da seguinte maneira:
- Rankings 1-4
  - Atletas (individual/dupla) se enfrentaram e 3 países foram classificados.
- Rankings 5-16
  - Atletas (individual/dupla) se enfrentaram e 2 países foram classificados.
- Rankings 17+
  - Atletas (individual/dupla) se enfrentaram e 1 país foi classificado.

Cada continente teve garantido apenas uma vaga por evento. Se o país não se classificasse da maneira mencionada, o jogador ou dupla de melhor posição no ranking garantiria a vaga. Se não existisse nenhum atleta ou dupla no ranking, o vencedor do mais recente torneio continental da modalidade seria classificado.
O país sede (Grã-Bretanha) teve o direito de ter 2 atletas qualificados no total, mas outros atletas eram permitidos caso tivessem se classificado de acordo com o critério estabelecido pela BWF.
Outras duas vagas foram dadas a equipes convidadas em cada evento individual.

## Países classificados
| CON                 | Simples masculino | Duplas masculinas | Simples feminino | Duplas femininas | Duplas mistas | Total | Total   |
| CON                 | Simples masculino | Duplas masculinas | Simples feminino | Duplas femininas | Duplas mistas | Vagas | Atletas |
| ------------------- | ----------------- | ----------------- | ---------------- | ---------------- | ------------- | ----- | ------- |
| RSA África do Sul   |                   | 1                 | 1                | 1                |               | 3     | 5       |
| GER Alemanha        | 1                 | 1                 | 1                |                  | 1             | 4     | 6       |
| AUS Austrália       |                   | 1                 | 1                | 1                |               | 3     | 5       |
| AUT Áustria         | 1                 |                   | 1                |                  |               | 3     | 4       |
| BEL Bélgica         | 1                 |                   | 1                |                  |               | 2     | 2       |
| BLR Bielorrússia    |                   |                   | 1                |                  |               | 1     | 1       |
| BUL Bulgária        |                   |                   | 1                |                  |               | 1     | 1       |
| CAN Canadá          |                   |                   | 1                | 1                | 1             | 3     | 4       |
| CHN China           | 3                 | 2                 | 3                | 2                | 2             | 12    | 17      |
| KOR Coreia do Sul   | 2                 | 2                 | 2                | 2                | 1             | 9     | 12      |
| DEN Dinamarca       | 2                 | 1                 | 1                | 1                | 2             | 7     | 9       |
| EGY Egito           |                   |                   | 1                |                  |               | 1     | 1       |
| SVK Eslováquia      |                   |                   | 1                |                  |               | 1     | 1       |
| SLO Eslovênia       |                   |                   | 1                |                  |               | 1     | 1       |
| ESP Espanha         | 1                 |                   | 1                |                  |               | 2     | 2       |
| USA Estados Unidos  |                   | 1                 | 1                |                  |               | 2     | 3       |
| EST Estônia         | 1                 |                   |                  |                  |               | 1     | 1       |
| FIN Finlândia       | 1                 |                   | 1                |                  |               | 2     | 2       |
| FRA França          | 1                 |                   | 1                |                  |               | 2     | 2       |
| GBR Grã-Bretanha    | 1                 |                   | 1                |                  | 1             | 3     | 4       |
| GUA Guatemala       | 1                 |                   |                  |                  |               | 1     | 1       |
| HKG Hong Kong       | 1                 |                   | 1                | 1                |               | 3     | 4       |
| IND Índia           | 1                 |                   | 1                | 1                | 1             | 4     | 5       |
| INA Indonésia       | 2                 | 1                 | 1                | 1                | 1             | 6     | 9       |
| IRL Irlanda         | 1                 |                   | 1                |                  |               | 2     | 2       |
| ISL Islândia        |                   |                   | 1                |                  |               | 1     | 1       |
| ISR Israel          | 1                 |                   |                  |                  |               | 1     | 1       |
| ITA Itália          |                   |                   | 1                |                  |               | 1     | 1       |
| JPN Japão           | 2                 | 1                 | 1                | 2                | 1             | 7     | 11      |
| LTU Lituânia        |                   |                   | 1                |                  |               | 2     | 2       |
| MAS Malásia         | 1                 | 1                 | 1                |                  | 1             | 4     | 6       |
| MDV Maldivas        | 1                 |                   |                  |                  |               | 1     | 1       |
| MEX México          |                   |                   | 1                |                  |               | 1     | 1       |
| NOR Noruega         |                   |                   | 1                |                  |               | 1     | 1       |
| NED Países Baixos   |                   |                   | 1                |                  |               | 1     | 1       |
| PER Peru            | 1                 |                   | 1                |                  |               | 2     | 2       |
| POL Polônia         | 1                 | 1                 | 1                |                  | 1             | 4     | 6       |
| POR Portugal        | 1                 |                   | 1                |                  |               | 2     | 2       |
| CZE República Checa | 1                 |                   | 1                |                  |               | 2     | 2       |
| RUS Rússia          | 1                 | 1                 | 1                | 1                | 1             | 5     | 6       |
| SIN Singapura       | 1                 |                   | 1                | 1                |               | 3     | 4       |
| SRI Sri Lanka       | 1                 |                   |                  |                  |               | 1     | 1       |
| SWE Suécia          | 1                 |                   |                  |                  |               | 1     | 1       |
| SUI Suíça           |                   |                   | 1                |                  |               | 1     | 1       |
| SUR Suriname        | 1                 |                   |                  |                  |               | 1     | 1       |
| THA Tailândia       | 1                 | 1                 | 1                |                  | 1             | 4     | 6       |
| TPE Taipé Chinês    | 1                 | 1                 | 2                | 1                | 1             | 6     | 8       |
| TUR Turquia         |                   |                   | 1                |                  |               | 1     | 1       |
| UKR Ucrânia         | 1                 |                   | 1                |                  |               | 2     | 2       |
| UGA Uganda          | 1                 |                   |                  |                  |               | 1     | 1       |
| VIE Vietnã          | 1                 |                   |                  |                  |               | 1     | 1       |
| Total: 57 CONs      | 40                | 16                | 46               | 16               | 16            | 134   | 182     |